# شيلا تايلور
شيلا تايلور هي راكبة الكنو كندية، ولدت في 29 مايو 1959.

## وصلات خارجية
- شيلا تايلور على موقع أوليمبيديا (الإنجليزية)